# Формоса (провинция)
Формоса (исп. Formosa) — провинция на северо-востоке Аргентины, часть региона Гран-Чако. На северо-востоке граничит с Парагваем, на юге с провинцией Чако, на западе с провинцией Сальта. Административный центр — город Формоса.

## География и климат
Расположена между 26° — 22°30' ю. ш. и 57°30' — 62°25' з. д. на равнинах, лежащих между реками Бермехо и Пилькомайо и снижающихся к юго-востоку. Из-за этого снижения, русла рек нестабильны, что приводит к появлению и исчезновению небольших лагун. Среднегодовая температура составляет 21 °C, а летом она может достигать 45 °C.
Субтропическая погода характеризуется ежегодным зимним сезоном дождей (1000 мм ежегодно), в то время как в большей части остальных провинций Аргентины зима является самым сухим сезоном (80 мм). Неравномерность влажности обуславливает произрастание джунглей в одной части провинции, и леса Чакеньо в другой. Местность на границе с провинцией Сальта известна под названием Импенетрабле («Непроходимая»).
Охраняемые территории Формосы: Национальный Парк Рио-Пилькомайо и Национальный Заповедник Формоса.

## История
Коренными жителями являются пилага, вичи и тоба, на языках которых до сих пор разговаривают в провинции.
Себастьян Габото и Диего Гарсия первыми изучили местные земли в начале XVI-го века, пытаясь открыть водный путь из вице-королевства Перу в Асунсьон. Поскольку реки Пилькомайо и Бермехо оказались слишком мелки, попытки установить маршрут в Асунсьон были оставлены.
Первое европейское поселение в провинции, Консепсьон-дель-Бермехо, было основано в 1585 году. После объявления независимости Аргентины и Парагвая в начале XIX века регион стал предметом территориального спора между этими двумя государствами. Конфликт был улажен лишь после окончания Парагвайской войны (1865—70). Командующий Луис Хорхе Фонтана основал поселение Формоса в 1879 году, чем включил регион в сферу национальных интересов и обеспечил ему Территориальный статус в 1884 году.
Численность населения Формосы в 1914 году насчитывало менее 20 тысяч человек, однако в 1955 году, когда указом президента Хуана Доминго Перона ей был присвоен статус провинции, численность населения насчитывала уже более 150 тысяч жителей. Рост населения произошел за счет иммигрантов из Италии, Австрии, Болгарии, Германии, а также арабов и парагвайцев. После Ринкон Бомба — резни, устроенной местными белыми по отношению к кочевым индейцам в 1947 году, президент Перон инициировал программу земельной реформы в провинции; однако к моменту его свержения в 1955 году программа выдала всего лишь 4 тысячи грантов на землю. Филиал Национального Университета Северо-востока, продолжая медленно, но постоянно расти, в 1988 году был переименован в Национальный Университет Формосы.

## Административно-территориальное деление
Провинция делится на девять департаментов:
| № | Наименование | Оригинальное наименование | Население, тыс. жит. (2001 г.) | Население, тыс. жит. (2010 г.) | Территория, км² | Плотность, чел./км² | Административный центр  |
| 1 | Бермехо      | Bermejo                   | 12,7                           | 14,0                           | 12850           | 1,1                 | Лагуна-Йема             |
| 2 | Лайши        | Laishi                    | 16,2                           | 17,1                           | 3480            | 4,9                 | Сан-Франсиско-де-Лайши  |
| 3 | Матакос      | Matacos                   | 12,1                           | 14,4                           | 4431            | 3,2                 | Инженьеро-Хуарес        |
| 4 | Патиньо      | Patiño                    | 64,8                           | 68,6                           | 24502           | 2,8                 | Команданте-Фонтана      |
| 5 | Пилагас      | Pilagas                   | 17,5                           | 18,4                           | 3041            | 6,1                 | Эспинильо               |
| 6 | Пилькомайо   | Pilcomayo                 | 78,1                           | 85,0                           | 5342            | 15,9                | Клоринда                |
| 7 | Пиране       | Pirane                    | 64,0                           | 64,6                           | 8425            | 7,7                 | Пиране                  |
| 8 | Рамон-Листа  | Ramon Lista               | 10,9                           | 13,8                           | 3800            | 3,6                 | Хенераль-Энрике-Москони |
| 9 | Формоса      | Formosa                   | 210,1                          | 234,4                          | 6195            | 37,8                | Формоса                 |

## Экономика
Ввиду отдалённости, сложных природных и климатических условий, экономика Формосы долгое время была одной из самых слаборазвитых в Аргентине. Она оценивалась в 2,1 миллиарда долларов США в 2006 году, или 4280 долларов США на душу населения.
Слабоиндустриализированная экономика Формосы опирается на разведение скота и сельскохозяйственную деятельность, в частности на выращивание хлопка и фруктов в департаментах Патиньо, Пилага́с и Пилькомайо.
Поголовье рогатого скота в провинции насчитывает 1,5 миллиона голов, чем обуславливает ведущую роль скотоводства в сельском хозяйстве. Как и в других местах Аргентины, местное сельское хозяйство давно превалирует над всеми остальными видами производства.
Выращивание хлопка снизилось с свыше 100 000 тонн в конце 70-х годов до 10 000 тонн в конце 90-х из-за падения мировых цен и фиксированного обменного курса. После кризиса 2001 года производство незначительно выросло до 50 000 тонн в 2004 году. Более 70 % посевной площади с хлопком принадлежат небольшим семейным фермам размерами менее 10 га.
Хлопок представляет половину сельскохозяйственного богатства провинции, остальные культуры — соя (25 000 тонн в год) и кукуруза (55 000 тонн), производство которых после кризиса возросло менее резко.
Выращивание бананов, в основном для внутреннего потребления, продолжает развиваться и насчитывает 70 000 тонн ежегодно. Под выращивание цитрусовых и производство сока на экспорт, особенно грейпфрута, выделяется всё больше площадей, которые насчитывают 1 200 га садов и дают ежегодно 15 000 тонн продукции.
Другие отрасли; мёд (273 тонны) и производные, лес (140 000 тонн), текстильная промышленность (хлопок, кожа).
Туристическая инфраструктура практически не развита. Представляют интерес: город Формоса, Национальный Парк Рио-Пилькомайо, Баньядо-Ла-Эстрелья, Лагуна-Ема, город Эррадура и Мисио́н-Лайси.

## Интересные факты
- Название города (и провинции) происходит от архаичного испанского слова fermosa (в настоящее время hermosa), означающего «красивый». Название Vuelta Fermosa или Vuelta la Fermosa (с исп. — «Прекрасный Изгиб») использовалось испанскими моряками в XVI-м столетии для обозначения местности, где река Парагвай делает поворот прямо в том месте, где сейчас находится город. Эти моряки искали легендарную Сьерра-дель-Плату[4].
- Формоса упоминается в романе «Путешествия с тётушкой» Грэма Грина.
- Антиподом Формосы является Тайвань, который, по совпадению, был также известен как Формоза.
- Формоса - одно из мест, в которых происходит действие романа Лес мертвецов Жана-Кристофа Гранже.